# Sonic the Hedgehog (Archie Comics)
Pour les articles homonymes, voir Sonic the Hedgehog.
Sonic the Hedgehog est une série de bandes dessinées américaines publiée par Archie Comics de 1993 à 2017, en partenariat avec Sega. La série est basée sur la franchise de jeux vidéo de Sega ainsi que sur la série animée italo-américaine du même nom de DiC Entertainment de 1993 sur France 2 et M6. Après avoir commencé par une mini-série de quatre numéros entre 1992 et 1993, le premier numéro complet de la bande dessinée a été publié en juillet 1993. La série a été diffusée en 290 exemplaires pendant plus de 20 ans, ce qui lui a valu de figurer dans le Guinness World Records 2008 en tant que « plus ancienne série de BD basée sur un jeu vidéo ». Elle est devenue la plus ancienne série de BD en franchise en 2015, dépassant Conan le Barbare de Marvel Comics (qui a été diffusée en 275 exemplaires), avant que son annulation ne soit confirmée en juillet 2017 (bien que la bande dessinée ait cessé de paraître en janvier de cette année-là), à la suite de la décision de Sega et d'Archie Comics de mettre fin à leur relation commerciale. La série met en scène des centaines de personnages, dérivés des jeux Sonic et des personnages originaux de la bande dessinée, avec des histoires centrées sur une organisation de lutte contre le crime appelée les Freedom Fighters, dirigée par Sonic, qui affronte le Docteur Eggman, l'antagoniste de la série, aux côtés de divers autres méchants.
Bien que la série soit en grande partie constituée de sa propre continuité, certains numéros ont transposé des aspects des jeux vidéo Sonic dans leurs intrigues et leurs décors. À la suite d'un procès intenté en 2013 par l'ancien scénariste Ken Penders, Archie a relancé la série, retirant plusieurs personnages de la continuité de la bande dessinée et la rapprochant de celle des jeux. Au cours de son histoire, la série a vu la création d'un certain nombre de publications dérivées, notamment Sonic Universe, qui se concentre sur des histoires tournant autour de différents personnages secondaires de la série principale ; Knuckles the Echidna, qui se concentre sur des aventures impliquant Knuckles et ses amis les Chaotix ; Sonic X, une série de bandes dessinées basée sur l'anime japonais du même nom de 2003 ; et Sonic Boom, une série de bandes dessinées basée à la fois sur la série de dessins animés et la série de jeux vidéo du même nom. De plus, la série de bandes dessinées a eu deux croisements avec la série de bandes dessinées Mega Man d'Archie, basée sur les jeux vidéo Mega Man de Capcom.
Une série suivante de bandes dessinées Sonic, publiée par IDW Publishing, a commencé à être publiée en série à partir d'avril 2018, après l'acquisition de la licence Sonic par IDW. Ian Flynn, qui avait travaillé sur la série Archie, a été recruté par IDW pour aider à la production des histoires de la nouvelle série.

## Historique
Les premiers numéros de la série mettaient en scène une lutte très simple entre le petit groupe des Freedom Fighters, retranchés dans une épaisse forêt, et l'imposante cité du Dr. Robotnik, savant dément ne cherchant qu'à détruire toute forme de vie sur la planète. Son arme la plus redoutable: le "robotiseur" qui transforme les animaux en robots dévouées à ses ordres.
Progressivement, l'histoire s'est étoffée, de nouveaux personnages apparurent (Knuckles), de nouveaux lieux (Station Square, Downunda), la trame graphique et psychologique s'est complexifiée. Les héros, pour la plupart, apprennent ce qui advint de leurs parents et amis et se mettent en tête de les retrouver.
Un point culminant de cette accélération du scénario est atteint dans le no 50, lorsque Robotnik est tué par une de ses propres inventions et le Roi, père de la princesse Sally, ramené d'une zone parallèle. Par la suite, on assiste à la formation de couples amoureux, à la complexification des personnages due à l'importance de plus en plus grande de leur environnement. Dr. Robotnik, mort, est remplacé dans le no 74 par Dr. Eggman ou Robo-Robotnik, une version cyborg du savant fou provenant d'une autre dimension, et transformé en corps organique par la suite.
Le second point culminant de l'histoire correspond au voyage de Sonic dans l'espace durant un an, du no 125 au no 129. À son retour, tout a changé.
- Les jeux Sonic Adventure 1 et 2 ont été en partie adaptés par les comics, dans les nos 80 à 84 pour le premier, 98 pour le second.
- La série animée Sonic Underground est interprétée comme un des mille mondes parallèles au monde de Sonic, dans lesquels on le force parfois à intervenir.
- Le fait que Tails ait deux queues est expliqué ainsi dans le comics : Tails est une chimère et souffre d'une petite malformation de naissance.

On apprend que le monde de Sonic, Mobius, et la Terre sont une seule et même planète. La Terre fut anéantie au début du XXIe siècle par une attaque d'extraterrestres, en réponse à la considération de leur émissaire de paix comme un animal de laboratoire. Leur attaque nucléaire n'épargna que quelques humains, vivant dans la cité souterraine de Station Square, et provoqua de profondes mutations humanoïdes chez la plupart des espèces animales. L'histoire d'Archie se déroule 12 000 ans après ces événements.
En 2014, la série a été rebootée à partir du numéro 252, dans une nouvelle continuité plus proche des jeux-vidéo, avec quelques éléments ajoutés provenant des deux séries animés Sonic et Sally et Les Aventures de Sonic, et quelques personnages et éléments de contextes originaux.

## Synopsis
Les bandes dessinées suivent les aventures de Sonic le Hérisson et de ses amis, appelés les Combattants de la liberté, qui luttent contre le maléfique Docteur Eggman. Initialement basée sur l'intrigue de la série animée de 1993, la bande dessinée a ensuite incorporé des éléments provenant des jeux vidéo et d'autres médias. Ken Penders, ancien auteur de la bande dessinée, a poursuivi Sega, EA et Archie Comics pour violation des droits d'auteur, ce qui a conduit à un redémarrage de la continuité avec le retrait de tous les personnages établis créés par Penders et d'autres auteurs, à l'exception de ceux de l'auteur actuel Ian Flynn, qui a écrit la nouvelle continuité, et de ceux créés pour les séries d'animation assorties, dont Sega conserve les droits. La nouvelle continuité est un monde beaucoup plus proche du monde représenté dans les jeux de Sega.
L'univers original, qui est resté canon jusqu'au 247e numéro de la bande dessinée, se situe sur la planète Mobius, une version alternative de la Terre où les animaux ont été transformés en Mobiens anthropomorphes. Le Dr Robotnik est représenté comme un tyran, dirigeant depuis Robotropolis, à la suite d'un coup d'État contre le royaume de Gland. Un petit groupe de héros, les Combattants de la liberté, combattent ses forces depuis le village isolé de Knothole. Parmi le groupe, on trouve Sonic, son meilleur ami Miles "Tails" Prower, la princesse Sally Acorn, chef d'équipe et amoureuse, Antoine D'Coolette, à l'accent français, Bunnie Rabbot, le technicien Rotor the Walrus et Nicole, l'ordinateur de poche de Sally. D'autres alliés comme Knuckles the Echidna, Amy Rose, et l'oncle Chuck de Sonic les rejoignent dans les chapitres suivants. Robotnik est à son tour aidé par son neveu Snively.
Robotnik disparaît dans le cinquantième numéro, effacé de l'existence par sa propre super arme. Une version alternative de Robotnik provenant d'un monde parallèle devient l'antagoniste principal, d'abord présentée sous le nom de "Robo-Robotnik", mais qui prend plus tard le nom de Dr Eggman. De nouveaux antagonistes sont introduits, dont le sorcier maléfique Ixis Naugus, Scourge the Hedgehog, le pendant maléfique de Sonic dans un univers parallèle, et la Dark Egg Legion, une union d'autres factions comme le Iron Dominion et la Dark Legion dirigée par l'échidna. Les scénarios de jeux comme Sonic Adventure et Sonic Adventure 2 ont été adaptés, introduisant Shadow the Hedgehog comme un personnage récurrent.
Les Xorda, une race extraterrestre dont les actions passées ont conduit à la création de Mobius et d'animaux anthropomorphiques évolués, tentent de détruire la planète. Sonic les vainc, pour finir par se perdre dans l'espace, mais rentre chez lui un an plus tard. Le père de Sally, le roi Maximilien, est empoisonné par le maléfique homologue d'Antoine, Patch, et remet le trône à son fils, le prince Elias. Pendant un bref moment, Snively se défait des Combattants de la Liberté pour les trahir en bombardant Knothole avec la Flotte des Œufs. Les citoyens sont emprisonnés dans les Raisins de l'Œuf, mais Sonic les libère. Nicole utilise des nanites pour créer la Nouvelle Mobotropolis. Le père de Tails, Amadeus, tente d'apporter la démocratie dans la ville contre la monarchie. Sally empêche une guerre civile en créant le Conseil du Gland, composé de fonctionnaires royaux et publics.
Eggman, qui a fait une dépression nerveuse à cause de ses tentatives infructueuses de contrôler la planète, est temporairement institutionnalisé, ce qui permet à Snively et à la Reine de fer, Regina Ferrum, de prendre le contrôle de son empire, ce qui entraîne une longue guerre contre les combattants de la liberté. Naugus devient roi de la Nouvelle Mobotropolis, grâce à un accord conclu avec le père de Sally. Eggman revient au pouvoir et à la raison, déclenchant la vague de la Genèse, modifiant le monde, mais Sonic l'inverse. Sally se sacrifie pour arrêter la super arme d'Eggman, le World Roboticizer, et devient un robot. Les Freedom Fighters se transforment en Team Freedom, Team Fighters, et les Secret Freedom Fighters pour combattre Eggman et Naugus.
Eggman active une deuxième vague de Genesis, se transportant lui-même, Sonic et d'autres personnages dans le monde de Mega Man, menant au croisement des mondes. Un second crossover Worlds Unite a lieu en 2015, avec des personnages d'autres titres de Sega et Capcom.
Le multivers original a cessé d'exister lorsque le Dr Eggman a lancé la Super Genesis Wave en collaboration avec le Dr Wily, entraînant une réécriture irréversible de la Prime Zone (la dimension mondiale de Sonic) et l'effondrement du multivers qui l'entourait, détruisant toutes les réalités antérieures connues (à l'exception de la zone spéciale et de la zone Sol, la dimension mondiale de Blaze, cette dernière étant due au sceptre orné de pierres précieuses) et en créant de nouvelles à leur place.
Sonic et le Dr Eggman conservent le souvenir de la continuité originelle, qu'ils partagent ensuite avec Tails, Sally, Rotor, Antoine, Bunnie, Amy Rose et Naugus lorsqu'ils prennent contact avec Nicole. Cependant, ce monde est altéré par la deuxième vague de la Genèse et la Terre est divisée, réveillant Dark Gaia, ce qui conduit aux événements de Sonic Unleashed. La bande dessinée présente également la sœur de Naugus, Wendy, une sorcière qui prête allégeance à Eggman et complote pour gagner la Conque Cacophonique.

## Spin-offs et autres séries connexes
La série a été publiée à l'origine sous la forme d'une mini-série de quatre numéros, le premier numéro étant intitulé "numéro 0". À la fin du quatrième numéro de la série, il a été annoncé que Sonic reviendrait dans une série régulière, et le numéro suivant a été publié comme "numéro 1" de la série régulière.
Parallèlement à la série principale de Sonic, Archie Comics a publié plusieurs numéros spéciaux. Plus longs que les numéros habituels de la bande dessinée, ces numéros spéciaux présentent des histoires impliquant Sonic et d'autres personnages apparentés. Plusieurs mini-séries ont également été publiées, mettant en scène des personnages tels que Sally Acorn, Tails and Knuckles.
En raison de la popularité des émissions spéciales et des mini-séries mettant en scène Knuckles, en 1997, Knuckles the Echidna est devenue une série en cours. Les histoires de Knuckles mettaient en scène ses propres personnages, dont le Chaotix. En 2000, la série a été annulée, mais les histoires ont continué dans les pages de Sonic le Hérisson jusqu'à ce qu'elle soit complètement supprimée par le numéro 125 de Sonic. Sous cette forme, un numéro typique de Sonic comprenait une histoire de Sonic et une deuxième histoire plus courte de Knuckles par la suite, mais celle-ci a finalement été supprimée elle aussi.
Pour permettre des histoires qui se concentrent plus sur des personnages secondaires que sur Sonic - notamment les autres personnages des jeux Sega - la ligne de bande dessinée Sonic Universe a été introduite. Cette série a inclus un large éventail de personnages précédemment introduits dans d'autres numéros de la bande dessinée, tout en permettant l'introduction de personnages supplémentaires dans la distribution de la bande dessinée. En général, la série est divisée en quatre longs épisodes axés sur un personnage ou un groupe de personnages choisis, bien que des épisodes uniques aient également été publiés.
Archie a également produit deux séries Sonic basées sur d'autres branches de la franchise Sonic, à savoir l'anime Sonic X et le dessin animé Sonic Boom. La série Sonic X a commencé en septembre 2005 et s'est terminée après quarante numéros en janvier 2009, dont le dernier comportait une histoire croisée avec la série principale Sonic the Hedgehog qui a servi de prélude au premier numéro de Sonic Universe. La série Sonic Boom a commencé en octobre 2014, et a ensuite été incorporée dans Worlds Unite avant de se terminer avec son onzième numéro en septembre 2015.
La série Archie Sonic a également produit plusieurs numéros du Free Comic Book Day, qui présentent généralement soit des réimpressions d'anciens numéros, soit de nouvelles histoires qui s'inscrivent dans la continuité de la série. Depuis 2013, ces numéros ont servi de combinaison spéciale de bandes dessinées gratuites avec la série Mega Man ; un numéro gratuit de Sonic servant de prélude à Sonic Lost World est également sorti en 2013 pour le Comic Fest d'Halloween. Diverses compilations ont également été réalisées, telles que la série Sonic Saga, Sonic Archives et Knuckles Archives, Sonic the Hedgehog, Sonic Universe et des romans graphiques autonomes, Sonic Legacy, Best of Sonic the Hedgehog, Sonic Super Digest et Sonic Super Special Magazine. Après Worlds Collide, ces deux dernières séries et les numéros de la Journée de la bande dessinée gratuite ont commencé à présenter des histoires dans une série intitulée "Sonic Comic Origins", qui détaille l'histoire de divers personnages dans la continuité post-reboot.
Une courte bande dessinée en trois volets, similaire à celles que l'on trouve dans un journal à la fin de certains numéros, appelée Off-Panel. Elle a été trouvée à l'origine dans la série principale de bandes dessinées, et a été poursuivie plus tard dans la série dérivée Sonic Universe. Les premières bandes dessinées comportaient une version fictive du personnel en interaction avec les personnages de la bande dessinée, tandis que les bandes suivantes ont supprimé cet élément, elles conservent toujours des éléments de gags comiques liés à l'histoire principale du numéro, contenant souvent un brisage du quatrième mur.

## Développement
Peu après qu'Archie Comics ait acquis les droits de production de la série de bandes dessinées, le 23 juillet 1992, le rédacteur en chef Daryl Edelman a pris contact par téléphone avec l'écrivain Michael Gallagher (avec qui il travaillait à l'époque sur Betty et Veronica) pour lui demander d'écrire des histoires pour la bande dessinée. Edelman pensait que Gallagher serait bien placé pour écrire la bande dessinée pour plusieurs raisons, l'une d'entre elles étant son travail chez Marvel Comics. Après avoir brièvement discuté du concept de la série et du fait que les mini-séries de quatre numéros comporteraient trois histoires autonomes dans chaque numéro, Edelman a dit à Gallagher d'"établir rapidement les personnages grâce à une forte exposition" en utilisant "les visuels du jeu" (qui lui seraient faxés) et qu'il avait besoin du premier scénario en une semaine. Gallagher a ensuite accepté le poste et s'est mis au travail après avoir reçu une page entière de "Sonic Line Art" (montrant le personnage dans différentes poses), quatre pages de feuilles de modèles montrant des illustrations des personnages, et trois pages de descriptions des personnages, des lieux et de l'histoire de la série. Il a déclaré plus tard que les personnages sont finalement devenus "très familiers pour lui et ont commencé à suggérer leurs propres histoires". Après la mini-série, il a cessé d'être le seul auteur des numéros, bien qu'il ait continué à contribuer tout au long de la série.

## Réception
La bande dessinée a été reçue positivement. Destructoid a fait l'éloge de la série de bandes dessinées, en particulier des numéros antérieurs des années 1990, pour avoir ajouté plus d'interaction entre l'histoire et les personnages que ce qui était présenté dans les jeux vidéo Sonic pour le Sega Genesis.

## Thèmes
Le comics aborde certains thèmes de fond dont :
- L'écologie (la forêt des Freedom Fighters contre la cité toxique et polluante de Robotnik)
- La technocratie (transformation des animaux en machines)
- La responsabilité politique (la prise en charge du Royaume d'Acorn après le retour du Roi; les nécessités de la guerre contre Robotnik)
- La résurgence constante du Mal (apparitions, ré-apparitions de méchants)

## Personnages
Les héros principaux de la série sont :
- Les Freedom Fighters
  - Sonic the Hedgehog a.k.a. Maurice "Sonic" Hedgehog
  - Miles "Tails" Prower a.k.a Tails
  - Princess Sally Acorn
  - Antoine D'Coolette
  - Bunnie Rabbot
  - Rotor a.k.a. Boomer
  - Amy Rose
- Les amis et personnages du "Bien"
  - Knuckles the Echidna et ses amis, les Chaotix
  - Roi Maximilian Acorn
  - Oncle Chuck Hedgehog
  - Mina the Mongoose
  - Geoffrey St.John et ses « Secret Service »
  - Rouge the Bat
- Les personnages du "Mal"
  - Dr. Ivo Robotnik a.k.a Julian Kintobor de la maison d'Ivo a.k.a. Dr Eggman
  - Snively Kintobor
  - Shadow the Hedgehog
- Les personnages secondaires, parmi lesquels :
  - Prince Elias Acorn
  - Nate Morgan
  - Divers groupes de Freedom Fighters éparpillés sur la planète
  - Lupe
  - Kodos
  - Les Evil Freedom Fighters, versions maléfiques des héros de Sonic provenant d'un monde parallèle
  - Mecha Sonic
  - Zonic
  - Rosie

Les personnages provenant de la série Archie de Knuckles et dont les histoires se poursuivent dans la série Sonic après l'arrêt de ces derniers.